# Sông Dinh (Bình Thuận)
Sông Dinh là một con sông nhỏ tại tỉnh Bình Thuận .
Sông Dinh dài 57 km, lưu vực 904 km² .

## Dòng chảy
Sông bắt nguồn từ hợp lưu nhiều suối ở vùng núi các xã Đức Thuận và Suối Kiết, huyện Tánh Linh  10°58′53″B 107°42′22″Đ / 10,98139°B 107,70611°Đ
Sông chảy hướng tây nam đến thị trấn Tân Minh 10°50′36″B 107°37′35″Đ / 10,84333°B 107,62639°Đ.
Tại đây sông tiếp nhận phụ lưu có tên "sông Giềng". Phần thượng nguồn sông này có tên "sông Ui", bắt nguồn từ thị trấn Gia Ray, huyện Xuân Lộc, tỉnh Đồng Nai chảy đến theo hướng gần đông.
Từ thị trấn Tân Minh sông đổi hướng đông nam qua xã Tân Xuân, Hàm Tân và qua trung tâm thị xã La Gi thì đổ ra Biển Đông.